# Giammaria Ortes
Giovanni Maria Ortes (Venezia, marzo 1713 – Venezia, 1790) è stato un filosofo, matematico, economista e monaco camaldolese italiano.
Scrisse anche di musica, cioè cinque drammi per musica e due opere sul teatro musicale.

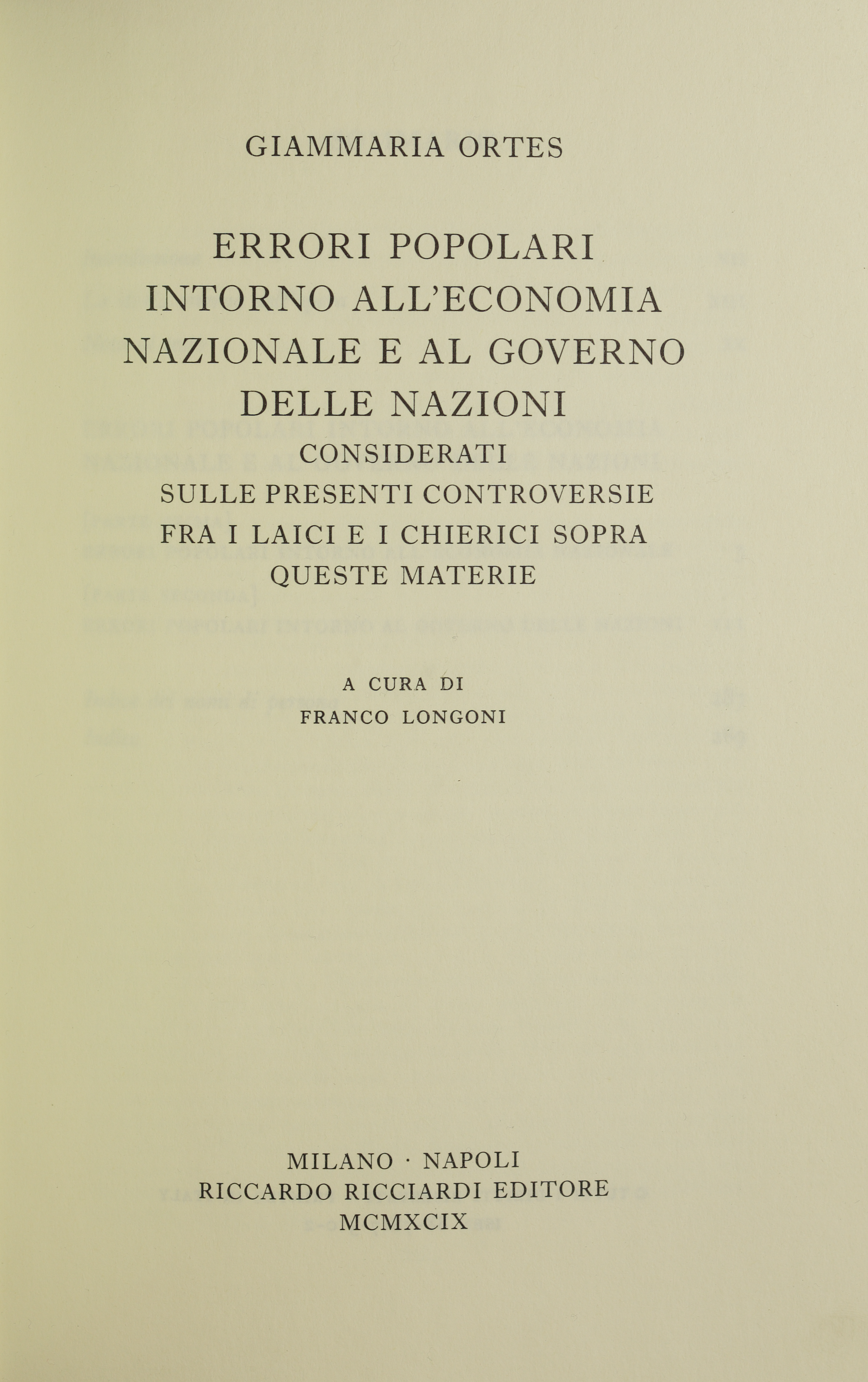
Errori popolari intorno all'economia nazionale e al governo delle nazioni, 1999

## Biografia
Monaco camaldolese, alla morte di suo padre uscì dall'ordine, ma rimase prete. Considerato uno dei più dotati tra gli economisti veneti settecenteschi, è stato un precursore nell'analizzare - dal punto di vista della produzione complessiva - alcuni aspetti come popolazione e consumo.

### Il pensiero
La sua impostazione filosofica si fondava su un rigoroso razionalismo. Nel mercantilismo vide come difetto principale la confusione fra moneta e ricchezza. In economia fu un sostenitore del libero scambio - pur con alcune restrizioni della proprietà che interessavano il clero, anche se appartenevano al passato - ed è considerato per questo un anticipatore di Thomas Robert Malthus, ma con qualche contraddizione, ritenendo che l'aumento della popolazione, se fosse stata lasciato libero, sarebbe avvenuto in progressione geometrica con un raddoppio ogni trent'anni.

## Opere
- Vita del padre D. Guido Grandi, abate camaldolese, matematico dello Studio Pisano, Venezia, Giambatista Pasquali, 1744.[1]
- Dell'economia nazionale, Venezia, 1774.
- Sulla religione e sul governo dei popoli, Venezia, 1780.
- Saggio della filosofia degli antichi, esposto in versi per musica, Venezia, 1757.[2]
- Dei fedecommessi a famiglie e chiese, Venezia, 1784.
- Riflessioni sulla popolazione delle nazioni per rapporto all'economia nazionale, 1790.
- Giammaria Ortes, Errori popolari intorno all'economia nazionale e al governo delle nazioni, Milano, Ricciardi, 1999. URL consultato il 23 giugno 2015.